# Stiftseiche

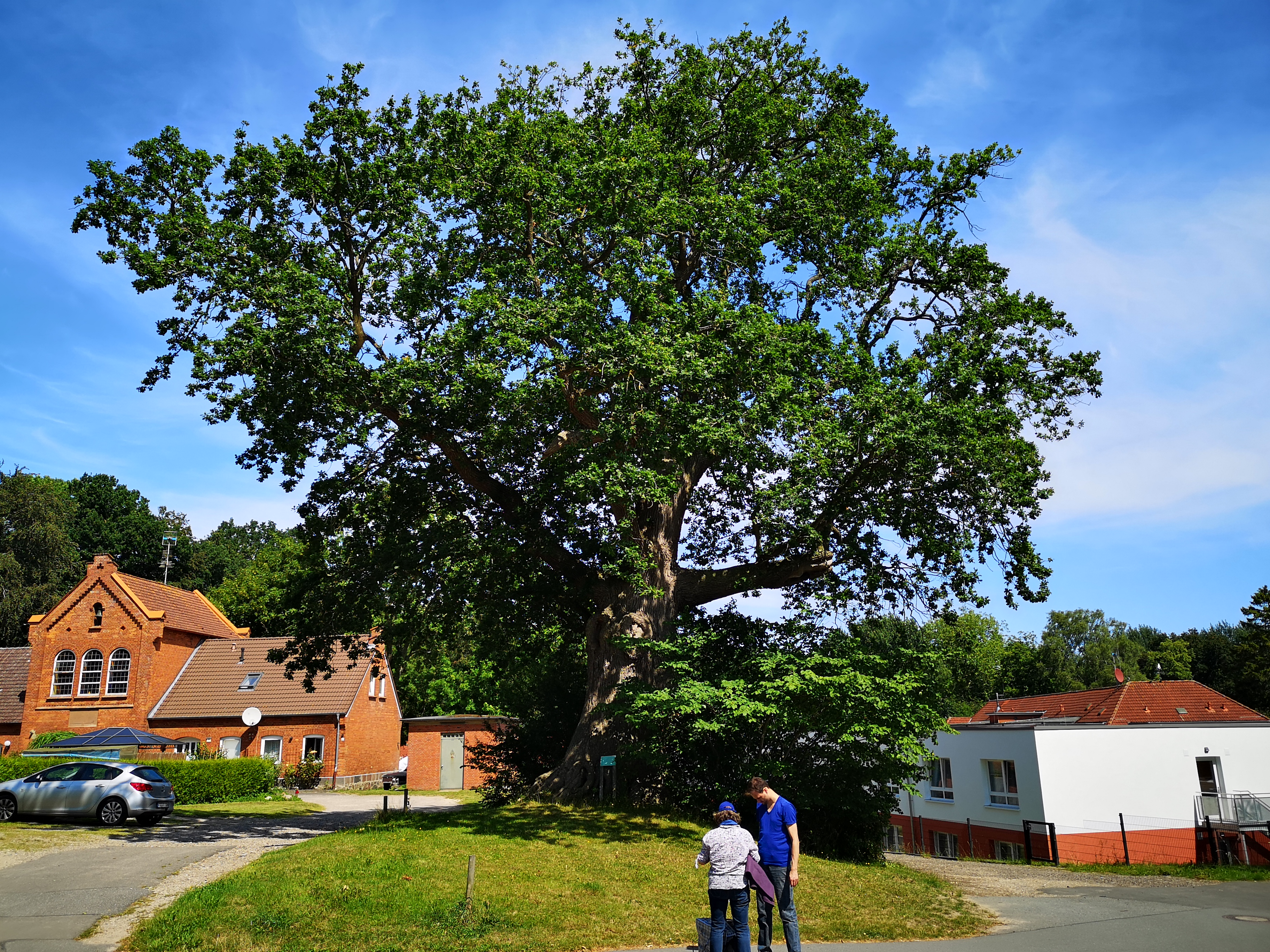
Die Stiftseiche am 27. Juli 2019

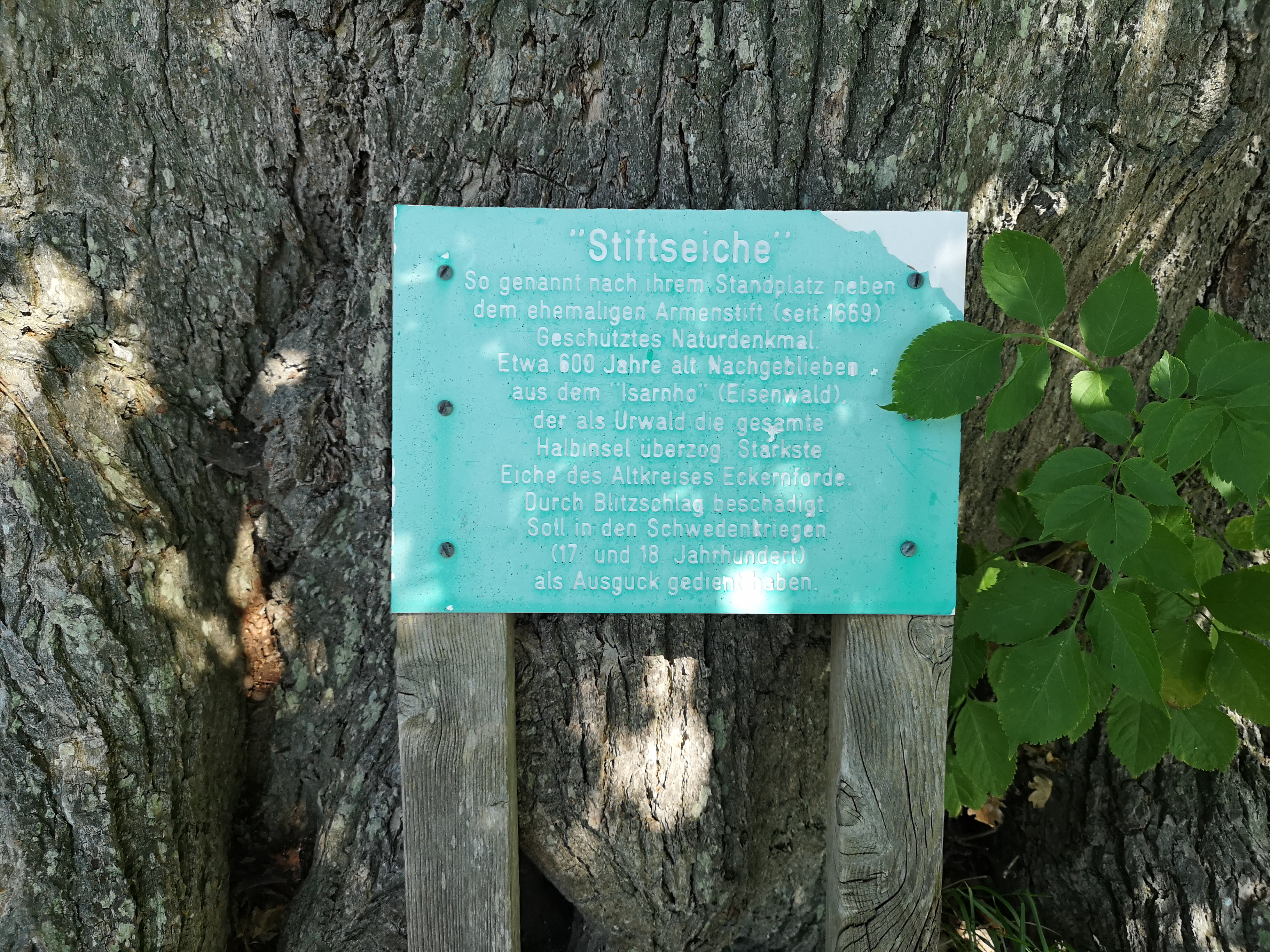
Tafel an der Stiftseiche

Die Stiftseiche ist eine alte, als Naturdenkmal geschützte etwa 600 Jahre alte Stieleiche.
Sie steht an der Eckernförder Straße in Dänisch-Nienhof im Kreis Rendsburg-Eckernförde und ist mit einer Höhe von 18 Metern und 8,50 Metern Umfang die stärkste Eiche Schleswig-Holsteins.

## Name und Geschichte
Die Eiche hat ihren Namen nach ihrem Standort neben dem ehemaligen Armenstift, das hier 1669 gegründet und 1860 aus Geldmangel eingestellt wurde.
Sie ist ein Relikt des „Isarnho“ (Eisenwald), der als Urwald die gesamte Halbinsel zwischen der Eckernförder Bucht und der Kieler Förde überzog. In den Schwedenkriegen des 17. und 18. Jahrhunderts soll sie als Ausguck auf die 500 m nördlich liegende Ostsee gedient haben. Vor langer Zeit wurde die Krone durch Blitzschlag beschädigt und dann gestutzt. 